# Мусорный комикс
Мусорный комикс (или зольный комикс: англ. ashcan comic) — это разновидность американских комиксов, изначально создававшихся только для того, чтобы зарегистрировать товарные знаки, и не предназначенных для продажи. Подобная практика была распространена в 1930-х и 1940-х годах, когда индустрия комиксов только формировалась, но довольно быстро исчезла после внесения изменений в закон США о товарных знаках. Этот термин вновь стал использоваться в 1980-х Бобом Бёрденом, который применял его к самостоятельно изготовленным прототипам своего комикса. С 1990-х годов термин используется для обозначения рекламных материалов, выпускаемых большими тиражами для широкого распространения. В кино- и телеиндустрии термин «мусорная копия» (ashcan copy) применяется по отношению к низкокачественному материалу, созданному для защиты прав на лицензионную собственность.

## Первоначальное использование
В 1939 году издательство Fawcett Comics выпустило мусорный экземпляр Thrill Comics, но позднее узнало, что товарный знак уже зарегистрирован. Эта работа позже была опубликована под названием Whiz Comics.
Современные комиксы появились в 1930-х годах и быстро завоевали широкую популярность. В конкуренции за товарные знаки на увлекательно звучащие названия издатели, включая All-American Publications и Fawcett Comics, создавали так называемые мусорные комиксы, такого же размера, что и обычные, и, как правило, с чёрно-белыми обложками. Изображения на обложках часто заимствовались из предыдущих публикаций, к ним лишь добавлялись новые названия. Внутри комикса могли размещаться как ранее опубликованные цветные работы, так и незаконченные карандашные наброски без текста. Некоторые мусорные комиксы были просто обложками без каких-либо других страниц. Качество изготовления варьировалось от вручную сшитых необрезанных страниц до машинно сшитых и обрезанных. После того как практика получила широкое распространение, DC Comics использовало мусорные комиксы чаще других издательств. Не все серии, зарегистрированные с помощью мусорных экземпляров, доходили до этапа регулярных публикаций.
Мусорные комиксы выпускались для того, чтобы обмануть Ведомство по патентам и товарным знакам США, убедив его, что этот комикс действительно был опубликован. Работники Ведомства принимали наспех изготовленные материалы и регистрировали за издателем товарный знак на серию. Так как у мусорных комиксов не было другого применения, издатели печатали всего по два экземпляра: один отправлялся в Ведомство по товарным знакам, а второй уходил в архив. Иногда копии отправлялись дистрибьюторам или оптовым продавцам заказным письмом, чтобы дополнительно подтвердить дату публикации, но тираж почти всех мусорных комиксов ограничивался пятью экземплярами, а часто был и того меньше.
В то время в США мусорные вёдра обычно называли «зольными» (англ. ash cans), потому что в них выбрасывались сажа и зола из дровяных и угольных систем отопления. Так же стали называться и выпуски комиксов, не имевшие самостоятельной ценности после отправки в Ведомство по товарным знакам. Некоторые экземпляры раздавались редакторам, сотрудникам и посетителям в качестве сувениров. Изменения, внесённые в закон о товарных знаках в 1946 году, позволили издателям регистрировать товарный знак с намерением использования, при этом не требовалось предоставлять готовый продукт. После этого от создания и отправки мусорных комиксов постепенно отказались, так как издатели начали считать это избыточной практикой, на которой юристы настаивали лишь для оправдания своих гонораров. Из-за своей редкости мусорные комиксы той эпохи пользуются спросом у коллекционеров и часто стоят довольно дорого.
В апреле 2021 года экземпляр мусорного комикса Action Comics № 1 был продан за 204 000 долларов США.

## Дальнейшее использование
В 1984 году коллекционер и продавец комиксов Золотого века Боб Бёрден создал серию Flaming Carrot Comics, печатавшуюся в издательстве Aardvark-Vanaheim. Для каждого выпуска Бёрден печатал прототипы журнального формата, которыми потом делился с друзьями и людьми, помогавшими с производством. Некоторые выпуски также отправлялись розничным продавцам в качестве пробных образцов, чтобы подогреть интерес к серии. Для каждого выпуска печаталось менее 40 прототипов, которые Бёрден называл «мусорными».
В 1992 году создатель комиксов Роб Лифельд применил этот термин к двум прототипам комикса Youngblood № 1 уменьшенного журнального формата (англ. digest-sized), но в данном случае «мусорные» комиксы готовились для массового выпуска. Лифельд применял слово «мусорный», чтобы подчеркнуть редкость и коллекционную ценность, а не плохое качество работы. Его серия стала первой публикацией Image Comics, издательства, созданного известными художниками в период бума комиксов. Многие хотели повторить успех продаж Youngblood, и в следующем году почти каждая новая серия Image Comics имела собственные мусорные экземпляры. Типичный тираж мусорных экземпляров Image Comics составлял от 500 до 5000 штук. Вскоре и другие издатели начали выпускать мусорные комиксы самых разных размеров и форматов. В 1993 году компания Triumphant Comics рекламировала мусорные издания новых комиксов тиражом 50 000 экземпляров.
После краха спекулятивного рынка комиксов в середине 1990-х годов термин использовался издателями по отношению к буклетам, рекламирующим будущие выпуски. Многие крупные издатели, такие как Dark Horse Comics, IDW Publishing и DC Comics, продолжают использовать мусорные копии как часть маркетингового плана для новых серий. Начинающие авторы также применяют этот термин к вручную сшитым и размноженным комиксам, которые можно продемонстрировать редакторам при устройстве на работу, на съездах любителей комиксов или использовать как часть портфолио.

## Кино и телевидение
Аналогичный термин также используется в кино- и телеиндустрии для обозначения низкокачественных работ, созданных специально для сохранения прав на лицензированного персонажа, которые могут истечь, если персонаж не использовался в течение определённого периода времени. Одним из самых ранних примеров подобной практики стала мультипликационная адаптация «Хоббита» 1967 года. Среди других известных примеров — «Восставший из ада 9: Откровения» 2011 года, адаптация «Колеса времени» 2015 года и неизданный фильм «Фантастическая четвёрка» 1994 года.